# Chikkakanya, Mysore
Chikkakanya là một làng thuộc tehsil Mysore, huyện Mysore, bang Karnataka, Ấn Độ.